# 156 î.Hr.

## Nașteri
- Wu împărat chinez din dinastia Han, (d. 87 î.Hr.)